# Krosin
Krosin – wieś w Polsce, położona w województwie wielkopolskim, w powiecie czarnkowsko-trzcianeckim, w gminie Połajewo.
| SIMC    | Nazwa              | Rodzaj                          |
| ------- | ------------------ | ------------------------------- |
| 0528729 | Boruszynek         | część wsi                       |
| 0528712 | Boruszyn-Leśnictwo | część wsi                       |
| 1005672 | Huby               | część wsi                       |
| 1005726 | Krosin-Folwark     | część wsi                       |
| 1005732 | Połajewskie Huby   | część wsi (zniesiona w 2023 r.) |

W latach 1975–1998 miejscowość administracyjnie należała do województwa pilskiego.